# Temporada 1961 del Campeonato de Europa de Rally
La temporada 1961 fue la edición 9.º del Campeonato de Europa de Rally. Comenzó el 21 de enero con el Rally de Montecarlo y finalizó el 17 de noviembre en el RAC International Rally of Great Britain.

## Calendario
| N.º | Fecha                         | Rally                                         |
| --- | ----------------------------- | --------------------------------------------- |
| 1   | 21-28 de enero                | 30. Rallye Automobile de Monte-Carlo          |
| 2   | 2-6 de mayo                   | 13. Internationale Tulpenrallye               |
| 3   | 18-21 de mayo                 | 9. Rally Acropolis                            |
| 4   | 27-28 de mayo                 | 3. Mille Miglia                               |
| 5   | 13-17 de junio                | 12. Svenska Rallyt till Midnattsolen          |
| 6   | 24-28 de junio                | 22. Coupe des Alpes                           |
| 7   | 3-6 de agosto                 | 21. Rajd Polski                               |
| 8   | 19-21 de agosto               | 11. Jyväskylän Suurajot - Rally of 1000 Lakes |
| 9   | 30 de agosto-9 de septiembre  | 20. Liège-Sofia-Liège                         |
| 10  | 27 de septiembre-1 de octubre | 5. AvD/ADAC Deutschland Rallye                |
| 11  | 13-18 de noviembre            | 110. RAC International Rally of Great Britain |

## Resultados

### Campeonato de pilotos
| Pos. | Piloto              | MON | TUL | GRE | ITA | SWE | FRA | POL | FIN | BEL | GER | GBR | Puntos |
| ---- | ------------------- | --- | --- | --- | --- | --- | --- | --- | --- | --- | --- | --- | ------ |
| 1    | Hans-Joachim Walter |     | 2   | 0   | 5   |     | Ret |     |     | 2   | 0   |     | 132.0  |
| 2    | Gunnar Andersson    | 15  |     | 2   | 1   | 9   |     | 4   | 5   |     | 0   | 6   | 121.0  |
| 3    | Eugen Böhringer     | 30  | 4   | 4   |     |     | 0   | 1   |     | 4   | 0   |     | 115.0  |